# La Unión de Campos
La Unión de Campos – gmina w Hiszpanii, w prowincji Valladolid, w Kastylii i León, o powierzchni 35,99 km². W 2011 roku gmina liczyła 255 mieszkańców.